# Influencia política del evangelismo en América Latina

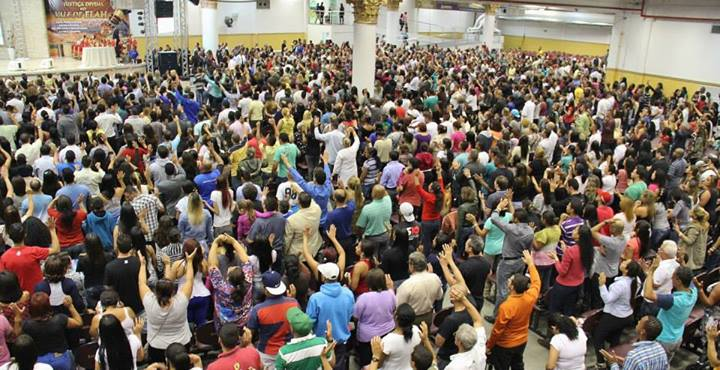
Iglesia evangélica en Brasil

La política cristiana evangélica en América Latina se refiere a la creciente influencia política y activismo de la comunidad cristiana evangélica en la región. Marginal al principio, diferentes informes de noticias y analistas políticos han señalado el importante peso que tiene esa comunidad y su impacto en la política electoral, incluso ayudando en las victorias electorales de candidatos conservadores. El movimiento se caracteriza generalmente por su firme conservadurismo cultural (incluso para los estándares latinoamericanos) con una fuerte oposición al matrimonio entre personas del mismo sexo, los derechos LGBT, la legalización del aborto, la legalización de las drogas y la legalización de la marihuana, la "ideología de género" y las políticas identitarias, el control de armas y el globalismo. Algunos pueden mantener fuertes posiciones anticomunistas y antisocialistas y respaldar ideas capitalistas neoliberales y a favor del libre mercado en parte debido a la Teología de la prosperidad que muchos sostienen. Algunas teorías conspirativas como el marxismo cultural y el Nuevo Orden Mundial han demostrado ser populares entre su base. Los evangélicos sudamericanos también tienden a seguir el sionismo cristiano y ser partidarios de Israel, apoyando políticas como el traslado de las embajadas de sus países a Jerusalén.
Algunos han sido descritos también como partidarios de la pena de muerte, del extremismo, la "mano dura" en el crimen, el creacionismo y la oposición a la enseñanza de teorías científicas del evolucionismo y el Big Bang en las escuelas, el castigo corporal para niños y las leyes más duras para delincuentes juveniles. Sus oponentes más críticos señalan que tienen ideas de extrema derecha, fundamentalistas, teocráticas, antidemocráticas y autoritarias que desean reemplazar la democracia por la teocracia.
Movimientos similares a menudo interconectados o análogos según algunos analistas son el movimiento Tea Party, la derecha cristiana, el neonacionalismo, la extrema derecha, la QAnon y la ola conservadora.[cita requerida]

## Historia
Los grupos misioneros protestantes, principalmente del Movimiento Carismático originados en el sur profundo de los Estados Unidos, fueron introducidos deliberadamente como una estrategia de Washington, particularmente durante las administraciones republicanas, como una forma de reducir la influencia de movimientos católicos de izquierda como la teología de la liberación (que era popular entre muchos partidos políticos de extrema izquierda y guerrillas) y los partidos socialistas cristianos y demócratas cristianos más moderados. Según el bloguero católico Jorge Rondón en su ensayo: La expansión del protestantismo fue parte del plan de guerra de la CIA para América del Sur, el presidente estadounidense Richard Nixon alentó la introducción de las misiones protestantes después de un memorando de 1969 recibido por el entonces vicepresidente Nelson Rockefeller que decía: "la iglesia católica ha dejado de ser un aliado en quien Estados Unidos puede tener confianza". Algo confirmado por Wade Clark Roof en su libro World Order y religión. El arzobispo guatemalteco Próspero Penados también culpó a Estados Unidos de alentar y patrocinar el evangelismo en Guatemala por, según él, razones más políticas que religiosas argumentando que: "La difusión del protestantismo en Guatemala es más parte de una estrategia económica y política" para oponerse a los católicos doctrina de justicia social".
En las últimas décadas, la Iglesia Católica ha sufrido una pérdida de seguidores, algunos de los cuales se volvieron irreligiosos, agnósticos o ateos. Algunos también acudieron a otras religiones alternativas como el budismo, el islam y los nuevos movimientos religiosos; pero un gran segmento de ex católicos, particularmente aquellos de orígenes más humildes y clases bajas, ingresaron a las iglesias evangélicas, y los movimientos neopentecostales y carismáticos demostraron ser populares entre los conversos. El neopentecostalismo también se hizo popular entre las clases de bajos ingresos y los sectores más abandonados de la sociedad, especialmente aquellos de áreas muy pobres y periféricas que ven las ideas de las iglesias de crecimiento económico a través de la fe como una oportunidad para la movilidad social. En cualquier caso, el crecimiento de los evangélicos fue seguido rápidamente por su peso político y electoral recién descubierto, con nuevas formas de activismo político e incluso la creación de partidos políticos específicos conectados a sus comunidades. El dictador guatemalteco Efraín Ríos Montt fue uno de los primeros cristianos evangélicos en alcanzar el poder en la historia de América Latina.
Algunos ejemplos de estos movimientos incluyen el apoyo de la comunidad cristiana evangélica a Jimmy Morales (él mismo un evangélico) en Guatemala, Juan Orlando Hernández en Honduras, Mauricio Macri en Argentina, Sebastián Piñera y José Antonio Kast en Chile, la oposición evangélica en el referéndum del acuerdo de paz colombiano se considera fundamental para muchos en su rechazo,* al igual que el apoyo de los partidos evangélicos al juicio político de Dilma Rousseff en Brasil. Los países con notorios candidatos apoyados por evangélicos incluyen Venezuela, donde el pastor Javier Bertucci fue el tercer candidato más votado, Costa Rica, donde el predicador y cantante de góspel Fabricio Alvarado entró en la segunda vuelta electoral en las elecciones de 2018 y Brasil, donde los cristianos evangélicos fueron fundamental en el triunfo de Jair Bolsonaro.
Sin embargo, en algunos países la alianza fue con la izquierda. La Organización Renovadora Auténtica es un partido político evangélico venezolano y miembro del Gran Polo Patriótico oficial del presidente Nicolás Maduro. Daniel Ortega también fue apoyado por pastores evangélicos en Nicaragua y su esposa y vicepresidenta Rosario Murillo tiene vínculos con iglesias evangélicas. El Partido Encuentro Social en México también está vinculado extraoficialmente a la comunidad evangélica mexicana (ya que la Constitución mexicana prohíbe la existencia de partidos confesionales) y es miembro de la coalición Juntos Haremos Historia que respaldó al izquierdista Andrés Manuel López Obrador,  una medida eso provocó críticas por ser una coalición con dos partidos de izquierda.

## Posiciones
El movimiento se caracteriza generalmente por su conservadurismo cultural acérrimo (incluso para los estándares latinoamericanos) con una fuerte oposición al matrimonio entre personas del mismo sexo, los derechos LGBT, la legalización del aborto, la liberalización de las drogas y la legalización de la marihuana, la "ideología de género" y las políticas de identidad, control de armas y globalismo. Algunos pueden tener fuertes posiciones anticomunistas y antisocialistas y respaldar las ideas capitalistas neoliberales y pro-libre mercado en parte debido a la Teología de la Prosperidad que muchos sostienen. Algunas teorías de la conspiración como el han demostrado ser populares entre su base.
Los católicos en América Latina tienden a ser relativamente más centristas en economía debido a las enseñanzas tradicionales de la doctrina social católica y la Democracia Cristiana. Los cristianos evangélicos, por otro lado, son en su mayoría del movimiento neo-pentecostal y, por lo tanto, creyentes en la Teología de la Prosperidad que justifica la mayoría de sus ideas económicas neoliberales.

## Posiciones políticas en contraste a otros grupos

### Con los católicos
- Conservadurismo social: Según el Pew Research Center: "Aunque la Iglesia católica se opone al aborto y al matrimonio entre personas del mismo sexo, los católicos en América Latina tienden a ser menos conservadores que los protestantes en este tipo de cuestiones sociales. En promedio, los católicos se oponen menos moralmente al aborto, la homosexualidad, los medios artificiales de control de la natalidad, las relaciones sexuales fuera del matrimonio, el divorcio y el consumo de alcohol que los protestantes ".[23]
- Evolución: los católicos tienden a aceptar más la evolución que los protestantes.[33][34]
- Liberalismo económico: En general, los latinoamericanos abrazan los principios del libre mercado,[5] pero los católicos también tienden a ser más progresistas económicamente y tienden a apoyar una posición más de izquierda y del estado de bienestar[35][31][32] en diversos grados desde la Teología de la Liberación de extrema izquierda, que persiste en muchos partidos de izquierda, hasta posturas socialistas cristianas y demócratas cristianas mucho más moderadas.[5] Los evangélicos por otro lado (aunque existen excepciones) tienden a ser económicamente de derecha, incondicionalmente anticomunistas y apoyan la economía liberal y el capitalismo.[5][31][32]
- Clase: En América Latina, la mayoría de los neopentecostales y otros evangélicos pertenecen principalmente a la clase trabajadora y a grupos de bajos ingresos, mientras que el catolicismo todavía prevalece entre las clases medias y altas y entre los profesionales y la élite política.[23]
- Sionismo cristiano: la posición católica con respecto al conflicto árabe-israelí puede variar mucho, sin embargo, y aunque los fuertes partidarios de Israel entre los católicos no es inusual, el antisionismo también prevalece tanto entre la extrema izquierda (especialmente la teología de la liberación y los católicos de izquierda cristiana) como la extrema derecha (tradicionalistas,[36] sedevacantistas,[37] etc.). El Vaticano tiene su representación diplomática ante el Estado de Israel en Tel Aviv y reconoce que el Estado de Palestina aboga por una solución de dos Estados, por lo que muchos católicos centristas siguen estas líneas.[38][39] Por otro lado, los cristianos evangélicos tienden a ser abrumadoramente pro-Israel debido al sionismo tradicionalmente cristiano y apoyan el reconocimiento de Jerusalén como su capital.[2][8][40][41][42][43]

### Con ateos y agnósticos
Las personas ateas, agnósticas y no religiosas son el tercer grupo más grande de América Latina detrás de católicos y protestantes. Las coincidencias con el conservador neopentecostal son escasas. Aunque existen excepciones, los no religiosos en América Latina tienden a ser fuertemente liberales culturalmente, generalmente más que el latinoamericano promedio, siendo mucho más probable que apoyen cosas como el secularismo, el aborto, el matrimonio entre personas del mismo sexo y el control de la natalidad que sus contrapartes católicas y especialmente la comunidad neopentecostal. Los no religiosos también apoyan mucho más a Palestina que a Israel y provienen principalmente de la clase media y alta, especialmente de los campos profesionales e intelectuales. Aunque en la economía y la política los no religiosos también pueden apoyar ideas libertarias de derecha, liberales y económicamente conservadoras, también es un poco más común que los secularistas estén más en la izquierda y en el centro-izquierda del espectro.

### Otras religiones
En Brasil la comunidad espiritista ha criticado al evangelismo por sus posiciones económicas y en derechos humanos abogando por posturas más cercanas al progresismo y a la justicia social. La comunidad musulmana brasileña, aunque socialmente conservadora suele ser más progresista en lo económico, y se encuentra similarmente dividida en cuanto a su apoyo hacia Donald Trump y Jair Bolsonaro.

## Casos de corrupción

### Brasil
Destacados políticos pentecostales de Brasil han estado involucrados en casos de corrupción y violaciones de la ley. Desde 2007, el pastor adjunto federal Magno Malta estuvo involucrado en muchos escándalos, entre ellos la malversación de fondos, el nepotismo, el soborno y la emisión de facturas de mercancías falsas.
En 2012, el pastor Everaldo Pereira fue condenado y se le ordenó pagar a su exesposa, Katia Maia, una indemnización de R $ 85.000 (US $ 26.350) por daño material y moral. El pastor Everaldo solicitó al Tribunal de Justicia de Río de Janeiro (TJ-RJ) que revocara la decisión y fue absuelto por el Tribunal Supremo Federal. En 2013, la exesposa de Pereira inició en el Tribunal Superior de Justicia (STJ) un nuevo proceso judicial, alegando que el pastor cometió violencia física, seguido de amenazas de muerte. Katia Maia dijo que durante la agresión hubo "patadas y puñetazos, que le provocaron un pinchazo en [su] tímpano". Pereira, sin embargo, dijo que actuó en legítima defensa luego de una persecución automovilística en las calles de Río de Janeiro.
El pastor adjunto federal Marco Feliciano, uno de los nombres más prominentes del PSC, declaró que los africanos fueron maldecidos por Noé, lo que llevó a acusaciones de racismo.
El diputado fue acusado de intento de violación y agresión por parte de Patricia Lélis, de 22 años, activista del PSC que asistía a la misma iglesia que el pastor. La subdirectora de gabinete, Talma Bauer, fue detenida por ser inicialmente sospechosa de secuestrar a la joven y obligarla a grabar videos defendiendo a la subdirectora para desestimar la denuncia inicial. Tras una investigación policial, Bauer fue puesta en libertad y la Policía Civil de São Paulo concluyó que no hubo secuestro ni agresión y solicitó la detención de Patrícia Lélis por los delitos de denuncia calumniosa y extorsión contra Bauer.

### Guatemala
En enero de 2017, Samuel "Sammy" Morales, el hermano mayor y consejero cercano del presidente guatemalteco Jimmy Morales, cuyo lema de campaña era "ni corrupto ni sinvergüenza", así como uno de los hijos de Morales, José Manuel Morales, fueron arrestado por cargos de corrupción y lavado de dinero. Según informes de los medios de comunicación, las detenciones provocaron varias protestas importantes de hasta 15.000 personas que exigían la destitución del presidente Morales.
Jimmy Morales ordenó la expulsión del colombiano Iván Velásquez, comisionado de la Comisión Internacional Contra la Impunidad en Guatemala (CICIG), luego de que comenzara a "investigar denuncias de que su partido tomó donaciones ilegales, incluso de narcotraficantes" y pidió "al Congreso que lo despojara de inmunidad procesal". Luego de que el ministro de Relaciones Exteriores, Carlos Raúl Morales, se negó a firmar la orden ejecutiva, fue destituido junto con el viceministro Carlos Ramiro Martínez. La Corte Constitucional de Guatemala finalmente bloqueó la medida.
Además, el exministro de gabinete Édgar Gutiérrez acusó a Jimmy Morales de haber abusado sexualmente de jóvenes trabajadoras públicas con la complicidad de otros funcionarios del gobierno.

## Partidos políticos
| País       | Partido                           |
| ---------- | --------------------------------- |
| Brasil     | Partido Social Cristiano          |
| Brasil     | Patriota                          |
| Brasil     | Republicanos                      |
| Chile      | Partido Social Cristiano          |
| Colombia   | Partido Político MIRA             |
| Colombia   | Colombia Justa Libres             |
| Costa Rica | Partido Restauración Nacional     |
| Costa Rica | Partido Renovación Costarricense  |
| Costa Rica | Alianza Demócrata Cristiana       |
| Costa Rica | Partido Nueva República           |
| México     | Partido Encuentro Social          |
| Perú       | Frente Popular Agrícola del Perú  |
| Perú       | Restauración Nacional             |
| Venezuela  | Organización Renovadora Auténtica |

### Coaliciones
En Colombia, aunque basada en dos partidos cristianos no católicos, se conformó una coalición política y electoral que buscó representar las diversas variantes del sector religioso, llamada Nos Une Colombia.